# Manuel Maciel
Manuel José Maciel Fernández (San Miguel, 12 febbraio 1984) è un calciatore paraguaiano, attaccante del Libertad.

## Carriera

### Club
Dopo aver giocato con varie squadre di club, nel 2008 si trasferisce al Libertad.

### Nazionale
Conta una presenza con la Nazionale paraguaiana.